# وانغ فينغ (لاعب كرة قدم)
وانغ فينغ هو رياضي ولاعب كرة قدم صيني، ولد في 1956 في قوانغشي في الصين.